# Vladimir Sakharov
Pour les articles homonymes, voir Sakharov (homonymie).
Vladimir Viktorovitch Sakharov  (en russe : Влади́мир Ви́кторович Са́харов), né le 20 mai 1853 et mort en août 1920, est un général russe qui combattit durant la Première Guerre mondiale puis rejoignit les Armées blanches.

## Origines
Il est issu d'une famille noble de la province de Moscou. En 1869, il sort d'une école de cadets de Moscou. Il est diplômé de l'Académie militaire Paul en 1871 et entre au Régiment des Grenadiers de la Garde ; en 1878 il sort de l'école militaire d'état-major Nicolas. Il participe ensuite à la guerre russo-turque de 1877-1878 dans la 16e division d'infanterie.
En 1879, il passe enseignant à l'école militaire de Riga et fait carrière dans l'encadrement jusqu'en 1886 puis enseigne à l'école de cavalerie de Elisavetgrad.
Il sert dans plusieurs états-majors : au 14e R.I, à la forteresse de Kronstadt, à un district de gardes-frontières et enfin comme chef d'état-major du Ve corps d'armée.
Il commande le 38e régiment de dragons et le Ier corps d'armée de Sibérie : son activité en Asie centrale lui vaut des éloges ainsi qu'une épée d'or avec diamants.

## Guerre russo-japonaise
Il participe à la guerre russo-japonaise dans l'état-major en Mandchourie en 1904, puis à l'état-major général de toutes les forces terrestres et navales ; il prend le commandement temporaire de la 17e armée (octobre 1915) puis du VIIe corps d'armée en octobre 1906. Il participe à la gestion du comité Alexandre pour les blessés de guerre. Le 13 décembre 1913, il prend le commandement du XIe corps d'armée.

## Première Guerre mondiale
Au début de la Première Guerre mondiale, il est à la tête de la XIe corps d'armée sur le front de Galicie ; entre le 22 août 1914 et le 4 septembre 1915, il est le gouverneur d'Orenbourg et des cosaques qui y étaient stationnés. De là il reprend le commandement effectif du XIe corps d’armée pour passer ensuite commandant de la 11e armée à partir de 25 octobre 1915, opérant au sud-ouest du front Est.
Le 19 octobre 1916 il devient le commandant de l'armée du Danube qui opère sur le front roumain sous le commandement du roi Ferdinand Ier de Roumanie à partir du 12 décembre 1916.

## Guerre civile russe
Après la révolution russe, il n'exerce plus aucun commandement à partir du 2 avril 1917 mais reste membre du comité Alexandre des blessés de guerre. Au début de la guerre civile russe, il vit en Roumanie, puis en Crimée où il est tué en 1920 à Karassoubazar par des membres de l'Armée verte.